# Naltrexona a baja dosis
El hidrocloruro de Naltrexona  es un antagonista opiáceo de administración oral que actúa por competición específica con los receptores localizados en el sistema nervioso central y periférico, antagonizando las acciones de los opiáceos de administración exógena.Además tiene propiedades inmuno-moduladoras. 
La Naltrexona se prescribe típicamente en dosis de 50-100mg diarios para la dependencia de opiáceos o la dependencia del alcohol. Sin embargo, en años recientes, han tenido lugar numerosos descubrimientos en el uso off-label de la Naltrexona en dosis bajas o LDN por sus siglas en inglés (Low Dose Naltrexone). LDN se prescribe en dosis comprendidas entre 0,5 y 4,5 mg diarios. Se sospecha que LDN podría actuar como un inmunomodulador en enfermedades autoinmunes y en el cáncer. Estudios in vitro han demostrado que LDN tiene el potencial de modular la secreción de citokinas inflamatorias como IL6 y TNFα en respuesta a receptores de tipo Toll intracelular.
Algunos estudios han demostrado beneficios de LDN en enfermedades como la fibromialgia, la enfermedad de Crohn, la esclerosis múltiple, la encefalomielitis miálgica / síndrome de fatiga crónica y el síndrome del dolor regional complejo, pero su uso es todavía muy desconocido por la comunidad médica. Esto se debe en gran parte a que la naltrexona es un medicamento libre de patente, por lo que la investigación y la posterior comercialización aplicada a nuevas indicaciones no representa un incentivo económico para las grandes farmacéuticas.
La investigación preliminar ha sido prometedora para el uso de la LDN en el tratamiento del dolor crónico. LDN parece tener propiedades moduladoras en la neuro-inflamación, específicamente en la modulación de células gliales y liberación de citokinas en el sistema nervioso central. Sin embargo, LDN como tratamiento en el dolor crónico es todavía experimental y es necesario realizar más investigaciones antes de que pueda ser ampliamente recomendado.
Un estudio retrospectivo demostró en 2023 que LDN podía mejorar la capacidad funcional y los síntomas asociados al COVID persistente (fatiga, post-exertional malaise, insomnio).
Algunos defensores de la naltrexona en dosis bajas han presentado afirmaciones no comprobadas sobre su eficacia en el tratamiento de una amplia gama de enfermedades, incluyendo el cáncer y el VIH/SIDA. Existen organizaciones que promueven su uso en sus páginas web.